# Tacámbaro
Tacámbaro è una municipalità dello stato di Michoacán, nel Messico centrale, il cui capoluogo è la località di Tacámbaro de Collados.
La municipalità conta 69.955 abitanti (2010) e ha un'estensione di 788,69 km².
Il nome della località significa luogo delle palme.